# Duncan Kibet
Duncan Kibet (Eldoret, 25 aprile 1978) è un maratoneta keniota, vincitore della Maratona di Rotterdam 2009 in 2h04'27".

## Competizioni internazionali
2001
- 8º alla Monaco Marathon ( Monaco) - 2h28'37"
- Bronzo alla Le Mans 20 km ( Le Mans) - 1h01'28"

2003
- Oro alla Mezza maratona di Lione ( Lione) - 1h04'54"
- 5º alla Auray to Vannes Half Marathon ( Auray) - 1h06'16"

2004
- Argento alla Maratona di Caen ( Caen) - 2h20'39"
- 5º alla Maratona di La Rochelle ( La Rochelle) - 2h19'52"
- Oro alla Boulogne-Billancourt Half Marathon ( Boulogne-Billancourt) - 1h01'51"
- Oro alla Lille Half Marathon ( Lilla) - 1h01'01"
- Oro alla Mezza maratona di Soissons ( Soissons) - 1h03'12"
- 4º alla Providence Half Marathon ( Providence) - 1h03'00"
- 6º alla Philadelphia Half Marathon ( Filadelfia) - 1h02'45"
- 7º alla Le Puy-en-Velay 15 km ( Le Puy-en-Velay) - 44'47"
- Oro alla Ottawa National Capital Race Weekend ( Ottawa) - 29'00"

2005
- Argento alla Boulogne-Billancourt Half Marathon ( Boulogne-Billancourt) - 1h00'53"
- Argento alla New Delhi Half Marathon ( Nuova Delhi) - 1h02'03"
- Argento alla Lille Half Marathon ( Lilla) - 1h01'13"
- 6º alla Nice Half Marathon ( Nizza) - 1h03'31"
- 9º alla Ivry-sur-Seine Humarathon ( Ivry-sur-Seine) - 1h02'42"
- 4º alla Trith Saint Léger Half Marathon ( Trith-Saint-Léger) - 1h04'02"
- 6º alla Auray to Vannes Half Marathon ( Auray) - 1h05'21"

2006
- Oro alla San Jose Rock’n’Roll Half Marathon ( San Diego) - 1h00'22"
- Argento alla Ivry-sur-Seine Humarathon ( Ivry-sur-Seine) - 1h00'49"
- Oro alla Chihuahua Half Marathon ( Chihuahua) - 1h01'40"
- Bronzo alla Le Puy-en-Velay 15 km ( Le Puy-en-Velay) - 44'29"
- 5º al Giro Media Blenio ( Dongio) - 28'59"

2007
- Oro alla Saltillo Coahuila Half Marathon ( Saltillo) - 1h02'41"
- 7º alla Eldoret Discovery Kenya Half Marathon ( Eldoret) - 1h03'27"
- 5º alla Lagos Half Marathon ( Lagos) - 1h05'10"
- Oro alla Coban International Half Marathon ( Cobán) - 1h04'02"
- Oro alla Bix 7 Miles
- Oro alla Beach to Beacon ( Cape Elizabeth) - 27'52"
- 9º alla San Juan World’s Best 10K ( San Juan) - 29'15"

2008
- Argento alla Maratona di Vienna ( Vienna) - 2h08'33"
- Oro alla Milano Marathon ( Milano) - 2h07'53"
- 4º Beach to Beacon ( Cape Elizabeth) - 28'21"

2009
- Oro alla Maratona di Rotterdam ( Rotterdam) - 2h04'27"

2010
- 4º alla Mezza maratona di Lisbona ( Lisbona) - 1h00'21"

2013
- 7º alla Route du Vin Semi-Marathon ( Remich) - 1h04'02"

2014
- 6º alla Lanzhou Marathon ( Lanzhou) - 2h18'38"